# Буково (Вармінсько-Мазурське воєводство)
Буково (пол. Bukowo, нім. Buchau) — село в Польщі, у гміні Бартошиці Бартошицького повіту Вармінсько-Мазурського воєводства.
Населення — 51 особа (2011).

## Демографія
Демографічна структура станом на 31 березня 2011 року:
|          | Загалом | Допрацездатний вік | Працездатний вік | Постпрацездатний вік |
| -------- | ------- | ------------------ | ---------------- | -------------------- |
| Чоловіки | 29      | 10                 | 17               | 2                    |
| Жінки    | 22      | 7                  | 12               | 3                    |
| Разом    | 51      | 17                 | 29               | 5                    |